# 谷川哀
谷川 哀（たにがわ あい、1974年 - ）は、日本の小説家。
小説『リベンジ･ゲーム』で、角川書店が主催するカドカワエンタテインメントNext賞（下読みを介さず、編集者が直接選考する新人文学賞）を受賞し、深見真・川上亮の受賞作とともに受賞作第1弾として刊行された。趣味は読書。

## 刊行リスト
- リベンジ・ゲーム （角川書店 カドカワ・エンタテインメント、2002年12月）ISBN 978-4048734363

| スタブアイコン | サブスタブ | この項目は、まだ閲覧者の調べものの参照としては役立たない、文人（小説家・詩人・歌人・俳人・作詞家・作家・放送作家・随筆家（コラムニスト）・文芸評論家）に関連した書きかけの項目です。この項目を加筆・訂正などしてくださる協力者を求めています（P:文学/PJ:作家）。 |